# بروك جنسن
بروك جنسن (بالإنجليزية: Brock Jensen)‏ هو لاعب كرة قدم أمريكية ولاعب كرة القدم الكندية أمريكي، ولد في 19 سبتمبر 1990 في واوباكا في الولايات المتحدة.